# Сіріл Стілз
Сіріл Стілз (англ. Cyril Stiles, 10 жовтня 1904 — 5 березня 1985) — новозеландський академічний веслувальник.
Срібний призер Олімпійських Ігор 1932 року в складі розпашної двійки без стернового.
Бронзовий призер Ігор Співдружності 1938 року в складі вісімки.